# Puerto General San Martín
Puerto General San Martín es una localidad portuaria del departamento San Lorenzo, en la provincia de Santa Fe, República Argentina, sobre la ribera oeste del río Paraná, a 330 km al noroeste de Buenos Aires, a 143 km de Santa Fe capital y a 27 km de Rosario, con la cual está en conurbación con el Gran Rosario.

## Población
Cuenta con 13,409 habitantes (Indec, 2010), lo que representa un incremento del 26% frente a los 10,500 habitantes (Indec, 2001) del censo anterior. Forma parte del Gran Rosario.
| Gráfica de evolución demográfica de Puerto General San Martín entre 1980 y 2010 |
|                                                                                 |
| Fuente: censos nacionales del INDEC                                             |

## Economía
Posee un importante parque industrial inaugurado por el poder Ejecutivo Nacional en 2010, con una inversión de 300 millones de dólares.

## Santo Patrono
Nuestra Señora de Fátima, Festividad: 13 de octubre

## Creación de la Comuna y del Municipio
- Comuna: 14 de noviembre de 1889 - siendo el primer Presidente Comunal Don Miguel Cerana.
- Municipio: 10 de diciembre de 1989 asumen las autoridades municipales, siendo el Dr. Lorenzo Sebastián Domínguez el primer intendente.

## Sitio histórico
- Batalla de Quebracho, monolito a construir de sitio histórico del 4 de junio de 1846.  Costa del Paraná y Juan Bautista Thorne.

## Museo
- Museo "Estación  José María Cullen".[2]
- Museo del Río Paraná[3]

## Geografía

### Terremotos
La posibilidad de terremotos no es remota, pero sí infrecuente, con silencio sísmico por la «subfalla del río de la Plata» de 136 años; y de 77 años para la «subfalla del río Paraná». El último terremoto de importancia ocurrió en 1888, con epicentro en el Río de la Plata. El evento se conoce como terremoto del Río de la Plata. En Rosario repercutió con una intensidad de aproximadamente 5,0 grados en la escala de Richter.

## Barrios
(Calles de este a oeste y de sur a norte)
- Bella Vista (el más antiguo, actualmente zona industrial casi sin vecinos. Río Paraná hasta Belgrano, Perón hacia el Norte, se va achicando según empresas compran calles y manzanas)
- Cerana (sólo quedan una manzana rodeadas de empresas)
- Fátima (Rosario hasta Ruta Nacional 11, de Córdoba a América)
- Del Sol (De Belgrano a Rosario, de Bs As a Iguazú)
- Centro (Del Río hasta Belgrano, del Arroyo hasta Bs As)
- Iturralde (de Belgrano a Rioja, de Córdoba a Bs As)
- Petróleo (zona del barrio centro junto al arroyo, Nerbutti entre SMartin y Fangio)
- Esther (de América hasta Perón, de Belgrano hasta Rosario)
- Petroquímica (zona del barrio Esther entre la playa de camiones de Nidera Neuquén hasta Perón)
- San Sebastián (Ruta 11 desde el arroyo San Lorenzo hasta la calle Juan Domingo Perón).
- San Sebastián Norte ( zona norte desde calle América y héroes de Malvinas hasta calle el Timbo.
- Barrio Néstor Kirchners. ( zona oeste desde calle Córdoba )

## Equipos deportivos
| Equipo             | Disciplina | Liga                                       |
| ------------------ | ---------- | ------------------------------------------ |
| PSM Vóley          | Voleibol   | Liga A1 ACLAV (nacional)                   |
| General San Martín | Fútbol     | Primera división Liga Sanlorencina (local) |
| PSM FÚTBOL         | Fútbol     | Torneo Federal B (AFA) 2014                |
| Puerto San Martín  | Básquet    | Primera Div. "A" Liga Rosarina (Local)     |

Escuelita de fútbol " Puerto Unido ”

## Medios de Comunicación de Puerto General San Martín
- Periódico PUERTO MIO
- Puertenses.com.ar
- NUEVAREGION.COM
- PuertoGeneralSanMartin.com
- FM PUERTO 102.5
- FM 106.5 Ángel
- FM La Radio 93.5
- 11Noticias

## Personas destacadas
- Alberto Raúl Belloni, obrero mecánico, dirigente sindical, militante de la izquierda nacional, autor del libro "Del anarquismo al peronismo". [5]
- Roberto Camuglia, militante político, dirigente sindical aceitero.[6]
- Miguel Cerana, comerciante.[7]
- Guillermo Kirk, comerciante escocés y promotor de la localidad.[8]
- Nicolás Moreno, futbolista .[9]
- Martín Rey Ventancu, suboficial, Héroe del Crucero Belgrano.[10]